# リュフィスク県
リュフィスク県（リュフィスクけん、Département de Rufisque）は、セネガル共和国ダカール州にある県。リュフィスク、バルニー、ジャムニャージョ、セビコタンの4市とサンガルカム郡から成り立っている。サンガルカム郡にはサンガルカムとイェンの二つの村落共同体(Comunauté rurale)がある。